# Station Mokra
Station Mokra is een spoorwegstation in de Poolse plaats Mokra Lewa.
0: Skierniewice ·
4: Mokra ·
8: Sierakowice Skierniewickie ·
11: Bełchów ·
15: Bobrowniki ·
21: Łowicz Główny